# Liste der Kulturdenkmale in Helfta
Die Liste der Kulturdenkmale in Helfta enthält die Kulturdenkmale des Landesamtes für Denkmalpflege und Archäologie in Sachsen-Anhalt im Ortsteil Helfta der Gemeinde Lutherstadt Eisleben und ist eine Teilliste der Liste der Kulturdenkmale in Lutherstadt Eisleben. Grundlage ist das Denkmalverzeichnis des Landes Sachsen-Anhalt, das auf Basis des Denkmalschutzgesetzes des Landes Sachsen-Anhalt, welches am 21. Oktober 1991 durch das Landesamt erstellt und seither laufend ergänzt wurde (Stand: 31. Dezember 2022).

## Legende
In den Spalten befinden sich folgende Informationen:
- Lage: Nennt den Straßennamen und wenn vorhanden die Hausnummer des Kulturdenkmals. Die Grundsortierung der Liste erfolgt nach dieser Adresse. Der Link „Karte“ führt zu verschiedenen Kartendarstellungen und nennt die geographischen Koordinaten.
Link zu einem Kartenansichtstool, um Koordinaten zu setzen. In der Kartenansicht sind Baudenkmale ohne Koordinaten mit einem roten bzw. orangen Marker dargestellt und können in der Karte gesetzt werden. Baudenkmale ohne Bild sind mit einem blauen bzw. roten Marker gekennzeichnet, Baudenkmale mit Bild mit einem grünen bzw. orangen Marker.
- Offizielle Bezeichnung: Nennt den Namen, die Bezeichnung oder zumindest die Art des Kulturdenkmals und verlinkt, soweit vorhanden, auf den Artikel zum Objekt.
- Beschreibung: Nennt bauliche und geschichtliche Einzelheiten des Kulturdenkmals, vorzugsweise die Denkmaleigenschaften.
- Erfassungsnummer: Für jedes Kulturdenkmal wird in Sachsen-Anhalt eine 20stellige Erfassungsnummer vergeben. Die letzten zwölf Ziffern werden für die Untergliederung nach Teilobjekten genutzt und werden nur angegeben, soweit vergeben. In dieser Spalte kann sich folgendes Icon  befinden, dies führt zu Angaben zu diesem Baudenkmal bei Wikidata.
- Ausweisungsart: Die Einordnung des Denkmales nach § 2 Abs. 2 DenkmSchG LSA
- Bild: Ein Bild des Denkmales, und gegebenenfalls einen Link zu weiteren Fotos des Kulturdenkmals im Medienarchiv Wikimedia Commons. Wenn man auf das Kamerasymbol klickt, können Fotos zu Kulturdenkmalen aus dieser Liste hochgeladen werden:

## Kulturdenkmale
| Lage                                                         | Bezeichnung      | Beschreibung | Erfassungs- nummer | Ausweisungsart               | Bild           |
| ------------------------------------------------------------ | ---------------- | --- | ------------------ | ---------------------------- | -------------- |
| Friedhof (Karte)                                             | Friedhof         | | 107 40111          | Baudenkmal                   | BW             |
| Hüttengrund (Karte)                                          | Haldenlandschaft | Halden im Hüttengrund | 094 75446          | Baudenkmal                   | BW             |
| Dachsoldstraße 54 (Karte)                                    | Wohnhaus         | Das Wohnhaus wurde in der Mitte des 18. Jahrhunderts erbaut, der Mittelflügel wurde um 1900 hinzugefügt. Es ist ein zweigeschossiger Fachwerkbau mit einem T-förmigen Grundriss und einem Krüppelwalmdach. Das Erdgeschoss ist massiv gemauert. | 094 16094          | Baudenkmal                   | BW             |
| Hauptstraße, Ecke Dachsoldstraße und Hackebornstraße (Karte) | Kriegerdenkmal   | Das Denkmal erinnert an die Gefallenen der Kriege 1866 und 1870/1871. Es ist ein etwa sechs Meter hoher Obelisk. Am Sockel befinden sich Girlanden, an der Spitze des Obelisken befinden sich ein Eisernes Kreuz und der Preußische Adler. Um das Denkmal befindet sich eine Einfriedung. | 094 75373          | Baudenkmal                   | Kriegerdenkmal |
| Hauptstraße, Ecke Hackebornstraße (Karte)                    | Kriegerdenkmal   | Das Denkmal wurde nach 1945 aufgestellt. Es ist eine gekrümmte Mauer mit den Tafel der Gefallenen des Zweiten Weltkrieges. In der Mitte befindet sich eine Tafel mit der Inschrift: „1939–1945 – Die Gefallenen mahnen zum Frieden“. | 094 75374          | Baudenkmal                   | BW             |
| Kirchstraße (Karte)                                          | Kirche           | St. Georg | 094 75372          | Baudenkmal                   | Kirche         |
| Lindenstraße 36, an der B 80 (Karte)                         | Kloster Helfta   | Kloster Zisterzienser-Nonnenkloster Beatae Mariae Virginis | 094 75480          | Baudenkmal                   | Weitere Bilder |
| Lindenstraße 36, nördlich von Helfta, an der B 80            | Kirche           | Kirche | 094 75480 001      | Teilobjekt eines Baudenkmals |                |
| Hallesche Straße L 151 (Karte)                               | Distanzstein     | Der preußische Viertelmeilenstein wurde bei dem Neubau der Straße von Halle nach Nordhausen im Jahre 1825 aufgestellt. Es ist ein kleiner Sandstein in Form einer Glocke, er hat einen quadratischen Sockel. Die Inschrift lautet: „1/4 Meile“, sie befindet sich auf der Seite zur Straße. | 094 16113          | Kleindenkmal                 | Distanzstein   |
| Hallesche Straße L 151 (Karte)                               | Distanzstein     | Der preußische Ganzmeilenstein wurde um 1825 aufgestellt. Zu dieser Zeit wurde die Straße von Halle nach Nordhausen neu gebaut. Der Distanzstein ist etwa 3,5 Meter hoch und wurde aus Sandstein gefertigt. Der Ganzmeilenstein ist ein Obelisk mit einer Tafel aus Gusseisen auf der Nordseite. Auf den anderen Seiten befinden sich Entfernungsangaben, die Inschriften: „Eisleben 1/2 Meile, Halle 3 1/4 Meile, Berlin 26 Meilen“. | 094 16114          | Kleindenkmal                 | Distanzstein   |

## Ehemalige Kulturdenkmale
| Lage                    | Bezeichnung      | Beschreibung          | Erfassungs- nummer | Ausweisungsart | Bild |
| ----------------------- | ---------------- | --------------------- | ------------------ | -------------- | ---- |
| nordwestlich von Helfta | Haldenlandschaft | Halde Hermann-Schacht | 107 40036          |                |      |
| Goethestraße 18         | Bauernhof        |                       | 094 75371          |                |      |
| Hauptstraße 65          | Bauernhaus       |                       | 094 75370          |                |      |